# Brazil at War
Brazil at War è un film documentario di propaganda del 1943 prodotto dall'Office of War Information e dall'Ufficio del Coordinatore degli affari inter-americani.
Il film, della durata di 9 minuti, mostra le comparazioni del Brasile con gli Stati Uniti, come le dimensioni geografiche, la popolazione e la storia militare durante la prima guerra mondiale. Proclama la presunta "progressività" del Brasile sotto Getúlio Vargas, osservando che Rio de Janeiro è una "città moderna" conosciuta per le sue arti e la sua cultura e che la costituzione del Brasile consente la libertà ai suoi lavoratori e servizi sociali. Poi vengono mostrati i colpi dell'esercito e della marina brasiliana e ci viene detto che sono previsti 3 milioni di coscritti. (Una forza di spedizione brasiliana vide poi l'azione nella campagna italiana).
Dopo il segmento delle forze armate brasiliane, vengono approfonditi i contributi economici del Brasile, in particolare la produzione di gomma e cristallo.